# ČSD-Baureihe M 275.0
Die ČSD-Baureihe M 275.0 waren vierachsige Dieseltriebwagen für den Regional- und Eilzugverkehr der einstigen Tschechoslowakischen Staatsbahn (ČSD). Die Fahrzeuge wurden wie die Baureihen M 273.0 und M 274.0 den Blauen Pfeilen zugeordnet.

## Geschichte
Nachdem um 1928 bei den ČSD die Ära der Motorwagen mit elektrischer Leistungsübertragung für kleinere Fahrzeuge begonnen hatte, wurden um 1933 Fahrzeuge mit größerer Leistung und Geschwindigkeit gebaut. Sie waren für den Schnell- und Eilzugverkehr auf Strecken mit schwachem Oberbau bestimmt. Die hier vorgestellten M 275.0 sind die 3. Bauart. Sie wurden 1934 von ČKD, Praha, geliefert und besaßen elektrische Leistungsübertragung.

## Technische Merkmale
Die Triebwagen wurden von einem Sechszylinder-Dieselmotor angetrieben, der mit dem angeflanschten Generator im Maschinenraum gelagert war. Der Motor gab eine Leistung von 350 PS ab. Die Tatzlager-Traktionsmotoren trieben beide Achsen des hinteren Drehgestells an. Die Beheizung des Abteils erfolgte mit dem Wasser des Kühlkreislaufs sowie elektrisch.
Die letzten beiden Triebwagen, Nummer 07 und 08, hatten einen Achtzylinder-Motor mit gleichen Zylinderabmessungen. Dieser gab eine Leistung von 450 PS ab. Außerdem waren bei den Fahrzeugen die Außenmaße vergrößert.

## Einsatz
Sie wurden bevorzugt im motorisierten Schnellzugverkehr auf den Linien Prag–Reichenberg und Reichenberg–Teplitz-Schönau eingesetzt. Alle Fahrzeuge wurden daher 1938 mit Standort Bodenbach an die Deutsche Reichsbahn abgegeben und als VT 136.400–407 bezeichnet. Als der motorisierte Triebwagenverkehr infolge der Kontingentierung von Dieselkraftstoff eingestellt wurde, wurden die Fahrzeuge an die Eisenbahnverwaltung des Protektorat Böhmen und Mähren übergeben. Um 1953 wurden die Fahrzeuge ausgemustert.